# スペースベン
スペースベン（Space BEN）は青森県八戸市にある芝居小屋。

## 概要
演劇上演を中心としたスペースであり、舞台と客席を含め15坪足らずの空間であるが、ジャンルの枠にとらわれず、ライブ、ダンス、舞踊、自主ビデオ上映、写真展示なども開催している。
1994年から、毎週金曜日19:30にFANS (Friday Amusement Negative Shop) と題して、芝居などを楽しむ企画が行われている。
主宰は田中勉。